# 鹿島勤
鹿島 勤（かしま つとむ、1956年6月18日 - ）は、日本の映画監督である。東京都目黒区出身。

## 人物
東放学園卒業後フリーの助監督となり、澤井信一郎、長谷部安春、村川透らに師事。1989年、｢勝手にしやがれヘイ!ブラザー｣で監督デビュー｡

## 作品

### 映画・Vシネマ
- 雨が好き（1983年）助監督
- Wの悲劇（1984年）助監督
- アニメちゃん（1984年）助監督
- 早春物語（1985年）助監督
- Apartment Fantasy めぞん一刻（1986年）助監督
- 恋人たちの時刻（1987年）助監督
- ラブ・ストーリーを君に（1988年）助監督
- ぼくらの七日間戦争（1988年）助監督
- バカヤロー!2 幸せになりたい。（1989年）助監督
- バカヤロー!3 へんな奴ら（1990年）※劇場映画デビュー作
- 静かなるドンシリーズ（1991年 - 1996年）
- 悪役パパ（1993年）
- 今日から俺は!!（1994年）
- いちご同盟（1997年）
- ズッコケ三人組 怪盗X物語（1998年）
- メトレス（2000年）
- 静かなるドン THE MOVIE（2000年）
- BOM!（2002年）
- 黄龍 イエロードラゴン（2003年）
- 25 NIJYU-GO（2014年）

### テレビ
- 電子戦隊デンジマン（1980年 - 1981年、テレビ朝日）助監督
- 大激闘マッドポリス'80（1980年、日本テレビ）助監督
- 生徒諸君!（1980年 - 1981年、テレビ朝日）助監督
- 火曜サスペンス劇場「遺書を送った女」（1983年、日本テレビ）助監督
- 赤い秘密（1985年、TBS）助監督
- もっとあぶない刑事（1988年 - 1989年、日本テレビ）助監督
- 勝手にしやがれヘイ!ブラザー（1989年 - 1990年、日本テレビ）※監督デビュー作
- 森田芳光ドラマ 今夜だけのお遊び 「ペットがおジャマ」（1990年、関西テレビ）
- 代表取締役刑事（1990年 - 1991年、テレビ朝日）
- 世にも奇妙な物語「替え玉」（1991年、フジテレビ）
- 超星神グランセイザー（2003年 - 2004年、テレビ東京）
- 幻星神ジャスティライザー（2004年 - 2005年、テレビ東京）

### ゲーム
- ALIVE（1998年、プレイステーション）

## エピソード
『静かなるドン』の撮影時、当時まだ若手俳優だった香川照之に対し100回NGを出した事がある。それ以来、香川は真剣に演技に向き合うようになったと語っている。